# والت هنتر
والت هنتر (بالإنجليزية: Walt Hunter)‏ هو صحفي أمريكي، ولد في 7 مايو 1949 في فيلادلفيا في الولايات المتحدة.